# Seegüterkontrolleur
Der Seegüterkontrolleur war ein staatlich anerkannter Ausbildungsberuf. Geregelt war die Ausbildung in der Verordnung über die Berufsausbildung zum Seegüterkontrolleur vom 4. Februar 1975.
Die Ausbildung zum Seegüterkontrolleur dauerte in der Regel drei Jahre und wurde im dualen Berufsausbildungssystem vor allem in Hamburg durchgeführt. Eingesetzt wurden Seegüterkontrolleure in erster Linie in Seehäfen.
Der Beruf des Seegüterkontrolleurs entstand aus dem alten Beruf Küper. Ähnliche Berufe waren der Tallymann, Quartiersmann, Getreidekontrolleur und Schiffsladungskontrolleur. In der DDR wurde der Seegüterkontrolleur als „Facharbeiter für Umschlagsprozesse und Lagerwirtschaft“ bezeichnet. 2006 wurde die Berufsausbildung zum Seegüterkontrolleur durch die Ausbildung zur Fachkraft für Hafenlogistik ersetzt.

## Ausbildungs- und Einsatzorte
Seegüterkontrolleure wurden in Seehäfen ausgebildet. Ausbildungsbetriebe waren vor allem Umschlags- und Seehafenbetriebe, Arbeitsorte in erster Linie im Hafen an Umschlagplätzen oder auf Schiffen, aber auch in der jeweiligen Abteilung im Büro.
Die Tätigkeit konnte und wurde in den meisten Fällen im Innen- und Außendienst vollzogen. Es war auch nicht selten, dass Seegüterkontrolleure im Bereich der Warenkontrolle Aufträge auf Fremdgeländen und u. U. auch im Ausland erhielten.

## Aufgaben des Seegüterkontrolleurs
Seegüterkontrolleure wurden im Bereich der Ladungs- und Warenkontrolle eingesetzt. Sie ermittelten die Maße von Ladungsgütern, kontrollierten Güter auf Qualität und Quantität und sorgten für die sachgemäße Lagerung und Behandlung.
Weiterhin waren Seegüterkontrolleure u. a. zuständig für
- die Entnahme von Proben und u. U. die Analyse (überwiegend im Massengutbereich)
- die Überwachung der Be- und Entladung von Schiffen und Containern
- die Vorbereitung und Überwachung des Versands besonderer und gefährlicher Güter unter Berücksichtigung der Hafensicherheitsvorschriften und des IMDG-Code
- die Überprüfung der erforderlichen Sauberkeit von Schiffsräumen und Verladeeinrichtungen.
- den sachgerechten Umgang mit den hafeninternen und den allgemeinen Versandpapieren
- die Erstellung von schiffsrelevanten Papieren wie das Manifest, als Tallyman